# Paul Hamilton (football)
Pour les articles homonymes, voir Hamilton et Paul Hamilton.
Paul Ebiye Hamilton, né le 31 juillet 1941 et mort le 30 mars 2017 à Lagos, est un footballeur puis entraîneur nigérian.

## Biographie
Joueur du Lagos ECN de 1961 à 1975, Paul Hamilton remporte la Coupe du Nigeria en 1965 et en 1970. Il participe aux Jeux olympiques de 1968 à Mexico, où il joue le premier match contre le Japon, sortant à la 38e minute de jeu. Il ne rejoue plus par la suite lors de la compétition. Le Nigeria est éliminé au premier tour.
Après sa carrière de joueur, Paul Hamilton devient entraîneur de football. Il dirige tout d'abord les moins de 20 ans du Nigeria, puis il est le sélectionneur du Nigeria en 1989. Il se voit limogé faute d'avoir réussi dans les éliminatoires de la Coupe du monde 1990. Il dirige ensuite la sélection féminine du Nigeria, qu'il qualifie pour la coupe du monde 1995, perdant au premier tour.
Il meurt à l'âge de 75 ans à l'hôpital militaire de Yaba à Lagos.